# Pluriel en français de mots d'origine étrangère
 (juillet 2022).
- Si vous ne connaissez pas le sujet, laissez ce bandeau (vous pouvez alors contacter les auteurs).
- Si vous supprimez le contenu mis en cause (vous pouvez préalablement contacter les auteurs),

argumentez précisément cette suppression dans la page de discussion
(un manque de référence n'est pas un argument ; une recherche réelle de référence doit avoir été effectuée, être formellement documentée).
Les mots d'origine étrangère sont des emprunts lexicaux. Ils posent souvent un problème d'adaptation et possèdent plusieurs pluriels valides.
Il est conseillé le plus possible de construire le pluriel en suivant les règles d'usage du français (francisation) respectant en cela les rectifications orthographiques de 1990. Cependant, dans certains domaines, il y a une préférence pour le pluriel sous sa forme d'origine qui fait partie du jargon (en physique, on parle de théorie des quanta, non des quantums ; novae est préféré à novas, plus rarement novæ). Cependant, utiliser les règles de la langue d'origine se révèle impossible par exemple quand le français emploie pour le singulier la forme plurielle du mot d'origine, les mots les plus connus dans ce cas étant spaghetti (italien) ou media (latin) — qui d'ailleurs a été francisé même au singulier par l'utilisation de l'accent aigu.

## Pluriels étrangers typiques

### Pluriel latin
Pour des raisons historiques, le latin a une place à part et beaucoup d'expressions latines sont conservées telles quelles par l'usage - mais doivent être écrites en italique. 
Le pluriel des noms latins finissant en -um est -a, ceux en -us est -i, ceux en -a est -æ et ceux en -is est -es. Certains noms changent de radical lorsque mis au pluriel (comme le mot rex dont le pluriel est reges).

### Pluriel italien
Le pluriel des noms italiens finissant en -o est -i, ceux en -a est -e, et ceux en -e est -i.
Lorsqu'ils sont conservés en français, ces pluriels donnent une connotation savante, comme "scenarii" au lieu de "scénarios", "imbrogli" au lieu de "imbroglios"...

### Pluriel anglais
Le pluriel des noms anglais finissant en -y est -ies, ceux en -man est -men. Les mots en -ch donnent -ches, -ss donne -sses.

### Pluriel allemand
L'allemand connaît plusieurs manières de former le pluriel : les terminaisons -e, -en, -er, -n, -s ou aucune terminaison du tout. En plus, les pluriels ont parfois un changement de voyelle : land > länder. Le pluriel correct n'est pas normalement prédictible, mais doit être cherché dans un dictionnaire. Cependant, peu de pluriels allemands sont employés en français, exemple : les nibelungen, lieder.

### Pluriel hébreu
Le pluriel des noms hébreux finissant en -z est -zim, ceux en -y est -yim.

### Pluriel russe
La formation du pluriel est plutôt irrégulière en russe, si bien que les mots importés du russe sont souvent mis au pluriel à la mode française. Cependant, la mise au pluriel des mots russes une fois transcrits dans l'alphabet latin peut poser quelques problèmes d'orthographe (voir l'exemple avec goulag au paragraphe suivant).
Certains noms ont un pluriel en -y, comme le mot tsar dont le pluriel est tsary. D'autres font un pluriel en -i, à cause d'une règle russe dite d'incompatibilité orthographique. C'est le cas par exemple du mot bolchevik dont le pluriel doit s'écrire bolcheviki. Le mot goulag a lui aussi un pluriel en -i (et fait alors goulagui — on rajoute un u pour conserver la prononciation du g).

## Exemples de pluriels à la française
Une liste non exhaustive, dans l'ordre alphabétique (hormis l'article) :

### B
- Un bagad, des bagads (breton bagad, bagadoù)
- Un boss, des boss (anglais boss, bosses)
- Un belvito, des belvitii (4 belvito), des belvita (8 belvitii), des belvitus (6 belvita) (gâteaux italiens)

### C
- Une chipolata, des chipolatas (italien cipollata, cipollate)
- Un concerto, des concertos (italien concerto, concerti)
- Un confetti, des confettis (italien confetto, confetti) (le mot d'usage courant en français est issu d'un pluriel)

### D
- Une diva, des divas (italien diva, dive)

### E
- éden n. m. hébreu
- ersatz n. m. allemand
- Un extremum, des extremums (latin extremum, extrema ; le pluriel latin est d'usage courant)

### F
- Un fest-noz, des fest-noz (ou fests-noz, si on respecte les règles du français ?) (breton fest-noz, festoù-noz)
- Un forum, des forums (latin forum, fora)

### G
- Un gentleman, des gentlemans (anglais gentleman, gentlemen)[réf. souhaitée]
- Un géranium, des géraniums (latin geranium, gerania)
- Un goy, des goys (hébreu goy, goyim ; en français existe le mot "gentil", "gentils" au pluriel, c'est-à-dire "non juif")
- Un graffiti, des graffitis (italien graffito, graffiti) (le mot d'usage courant en français est issu d'un pluriel)
- Un goulag, des goulags (russe гулаг, гулаги : goulag, goulagui)

### H
- Un hobby, des hobbys (anglais hobby, hobbies)[réf. souhaitée]

### I, J
- Un judoka, des judokas (japonais judoka)[réf. souhaitée]

### K
- Un kibboutz, des kibboutz (hébreu kibboutz, kibboutzim)
- Un ksar, des ksars (arabe ksar, ksour)

### L
- Une lady, des ladys (anglais lady, ladies)[réf. souhaitée]
- Un land, des lands (allemand Land, Länder)[réf. souhaitée]
- Un lazzi, des lazzis (italien lazzo, lazzi) (le mot d'usage courant en français est issu d'un pluriel)
- Un leitmotiv, des leitmotivs (allemand Leitmotiv, Leitmotive ; pluriel jugé savant en français)
- Un lied, des lieds (allemand Lied, Lieder ; rectifications de l’orthographe de 1990).

### M
- Un maximum, maximums (latin maximum, maxima ; le pluriel latin est d'usage courant)
- Un médium, médiums (latin medium, media) (le mot d'usage courant en français s'écrit donc avec des accents)
- Un média, médias (latin medium, media) (le mot d'usage courant en français est issu d'un pluriel ; de plus il s'écrit avec des accents)
- Un minimum, des minimums (latin minimum, minima ; le pluriel latin est d'usage courant)

### P
- Un paparazzi, des paparazzis (italien paparazzo, paparazzi)
- Un papyrus, des papyrus (latin papyrus, papyri)
- Une pizza, des pizzas (italien pizza, pizze)
- Un panini, des paninis (italien panino, panini) (le mot d'usage courant en français est issu d'un pluriel)

### Q
- Un quantum, des quantums (latin quantum, quanta ; le pluriel latin est d'usage courant)

### R
- Un ravioli, des raviolis  (italien raviolo, ravioli ; le mot d'usage courant en français est issu d'un pluriel)
- Un référendum, des référendums (latin referandum, referanda ; le mot d'usage courant en français s'écrit donc avec des accents)

### S
- Un sandwich, des sandwichs (anglais sandwich, sandwiches)
- Un scénario, des scénarios (italien, autrefois scenario, scenarii — à l’époque de l’emprunt —, aujourd’hui scenari au pluriel)
- Un solo, des solos (italien solo, soli, toujours utilisé en musicologie)
- Un spaghetti, des spaghettis (italien spaghetto, spaghetti ; le mot d'usage courant en français est issu d'un pluriel)
- Un stimulus, des stimulus (latin stimulus, stimuli ; le pluriel latin est d'usage fréquent)

### T
- Un Taliban des Talibans (du pachto : Taleb, Taliban) ; le singulier « taleb » est rarement employé en français qui utilise en lieu et place le pluriel « taliban » ; de ce fait le pluriel français est marqué par le « s » du double pluriel « talibans »[2],[3],[4]
- Un Touareg, des Touaregs (tamasheq Targui, Touareg ; le mot d'usage courant en français est issu d'un pluriel)
- Un Tsar, des Tsars (russe цар, цари : tsar, tsari)

### U, V, W, X, Y, Z
- Un wallaby, des wallabys (anglais wallaby, wallabies)